# Список тренировочных баз чемпионата мира по футболу 2018
25 июля 2017 года Международная федерация футбольных ассоциаций (ФИФА) утвердила перечень из 60 баз для команд-участниц чемпионата мира по футболу 2018 года. Позднее организация должна была утвердить ещё четыре базы.
Процесс выбора национальными сборными тренировочных баз в России для подготовки к мировому футбольному турниру 2018 года стартовал 1 сентября 2017 года. 8 февраля 2018 года ФИФА опубликовала список 32 тренировочных баз и список предматчевых гостиниц и тренировочных площадок, закреплённых за стадионами.

## Список тренировочных баз
Ниже находится список тренировочных баз (гостиницы и тренировочные площадки) 32 стран-участниц чемпионата.
Анапа
- Дания — Гостиница «Beton Brut» и стадион «Понтос» (Витязево)

Бор (Нижегородская область)
- Уругвай — Спортивный центр «Борский»

Воронеж
- Марокко — Гостиница «Voronezh Marriott Hotel» и стадион «Чайка»

Геленджик
- Исландия — Курортный комплекс «Надежда» и стадион «Олимп» (Кабардинка)
- Швеция — Гостиница «Kempinski Grand Hotel Gelendzhik» и стадион «Спартак»

Грозный
- Египет — Гостиница «The Local Hotel, Grozny» и стадион «Ахмат-Арена»

Ессентуки
- Нигерия — Санаторий «Источник» и тренировочная площадка «Ессентуки Арена»

Казань
- Австралия — Тренировочная база ХК «Ак Барс» и стадион «Трудовые резервы»
- Япония — Тренировочная база ФК «Рубин»

Калуга
- Сенегал — Гостиница «SK Royal Hotel Kaluga» и тренировочная площадка «Спутник»

Краснодар
- Испания — Академия ФК «Краснодар»

Ленинградская область
- Хорватия — Гостиница «Лесная рапсодия» (Ильичёво) и тренировочная площадка «Рощино Арена» (Рощино)

Москва
- Германия — Оздоровительный комплекс «Ватутинки» и спортивная база ЦСКА (Ватутинки)

Московская область
- Аргентина — Тренировочная база «Бронницы» и СДЮСШОР г. Бронницы им. А. Сыроежкина (Бронницы)
- Бельгия — Гостиница «Moscow Country Club» (Нахабино) и стадион СК «Гучково» (Дедовск)
- Иран — Тренировочная база «Локомотив» в Баковке (Баковка)
- Мексика — Учебно-тренировочная база «Новогорск-Динамо» (микрорайон Новогорск, Химки)
- Перу — Гостиница «Sheraton Moscow Sheremetyevo» (Москва) и стадион «Арена Химки» (Химки)
- Португалия — Тренировочная база «Сатурн» (Кратово)
- Россия — ФГБУ «УТЦ „Новогорск“» (микрорайон Новогорск, Химки)
- Тунис — Гостиница «Imperial Park Hotel & SPA» (Рогозинино, Москва) и стадион «Строитель» (Селятино)
- Франция — Гостиница «Hilton Garden Inn Moscow New Riga» (Кострово) и стадион «Глебовец» (Глебовский)

Республика Татарстан
- Колумбия — Горнолыжный СОК «Казань» (Савино) и стадион «Свияга» (Медведково)

Санкт-Петербург
- Англия — Гостиница «forRestMix Club Sport&Relax» (Репино) и стадион «Спартак» (Зеленогорск)
- Коста-Рика — Гостиница «Hilton Saint Petersburg ExpoForum» и стадион «Олимпиец» (Павловск)
- Республика Корея — Отель «Новый Петергоф» и стадион «Спартак» (Ломоносов)
- Саудовская Аравия — Гостиница «Belmond Grand Hotel Europe» и тренировочная база ФК «Зенит»

Саранск
- Панама — Центр олимпийской подготовки

Светлогорск (Калининградская область)
- Сербия — Гостиница «Royal Falke Resort & Spa» и тренировочная площадка «Балтия»

Сочи
- Бразилия — Гостиница «Swisshotel Sochi Resort Kamelia» и стадион ФГУП «Юг-Спорт»
- Польша — Гостиница «Hyatt Regency Sochi» и стадион «Спутник-Спорт»

Тольятти
- Швейцария — Гостиница «Togliatti Resort» и стадион «Торпедо»

### Невостребованные базы
Московская область
1. Тренировочная база ФК «Спартак» (Тарасовка);
2. Оздоровительный комплекс «Бор»;
3. Стадион «Салют» (Долгопрудный) и отель Холидей Инн Москва;
4. Стадион «Москвич» и Бутик-отель MONA (Лобня);
5. Стадион Яхрома (Яхрома) и  SPA-Отель «Fresh Wind» (Курово);
6. Стадион «Авангард» и гостиница «Рамада» (Домодедово);
Казань
7. Молодежный Центр Волга (Боровое Матюшино);
8. Стадион спортивной базы «Динамо» и гостиничный комплекс санатория-профилактория «Балкыш»;
Анапа (Краснодарский край):
9. Тренировочная площадка ДЮСШ № 7 и санаторий «Старинная Анапа» ;
Краснодар
10. Стадион «Кубань» и отель Hilton Garden Inn Krasnodar;
Кисловодск (Ставропольский край)
11. Новая тренировочная площадка в Подкумке на ул. Либкнехта и санаторий «Целебный нарзан»;
Азов (Ростовская область)
12. Спортивный комплекс имени Э.П. Лакомова и Гранд-отель «Сохо»;
Ростов-на-Дону
13. Стадион «Труд» и Конгресс-отель Don-Plaza;
Таганрог (Ростовская область)
14. Стадион «Торпедо» и гостиница «Темиринда»;
Лермонтов (Ставропольский край)
15. Стадион «Бештау» и отель «Бештау»;
Железноводск (Ставропольский край)
16. Стадион «Спартак» и отель Славяновский Исток;
17. Стадион «Капельница» и санаторий Машук Аква-Терм;
Волгоград
18. Тренировочная площадка «Олимпия» и загородный клуб «Олимпия» (Краснослободск);
Екатеринбург
19. Стадион «Химмаш» и отель Ramada Yekaterinburg;
Пермь
20. Спортивный комплекс В.П. Сухарева и отель Hilton Garden Inn Perm;
Уфа
21. Тренировочная база ФК «Уфа» и «Президент Отель»;
Белгород
22. Стадион Белгородского госуниверситета и парк-отель «Европа»;
Калуга
23. Новый стадион на ул. Грабцевское шоссе и Four Points by Sheraton Kaluga;
Липецк
24. Стадион «Металлург» и отель «Меркюр Липецк Центр»;
Пенза
25. Стадион «Зенит» и отель HELIOPARK Residence;
Воронеж
26. Стадион «Локомотив» и Отель Яр;
Ярославль
27. Стадион «Славнефть» и гостиница «SK Royal»;
28. Стадион «Шинник» и «Ринг премьер отель»;
Чебоксары
29. Стадион «Спартак» и отель «Волга Премиум»;
30. Спортивный центр А.В. Игнатьева и ДИС Президент Отель;
Дзержинск (Нижегородская область)
31. Стадион «Химик» и отель «Чайка»;
Самара
32. Спортивная база «Академии футбола имени Юрия Коноплёва» (Тольятти);
33. Тренировочная база ФК «Крылья Советов»;
34. Строящееся поле (Красноярское лесничество) и гостиничный комплекс «Русская охота» (Курумоч);
Саратов
35. Стадион «Авангард» и отель «Жемчужина»;
Ульяновск
36. Стадион «Труд» и гостиница Hilton Garden Inn Ulyanovsk;
Астрахань
37. Стадион «Астрахань» и Отель «Золотой затон»;
38. Стадион «Центральный» и Гранд Отель Астрахань.